# Bruno Sandras
Pour les articles homonymes, voir Sandras.
Bruno Sandras, né le 4 août 1961 à Papeete, est un homme politique de Polynésie française.
Longtemps membre du parti Tahoeraa huiraatira, il le quitte le 20 avril 2009 et créé son propre parti, Ia Hau Noa, en septembre 2009.

Bruno Sandras élu Président du Amuitahiraa o te nuna'a Maohi par le congrès le 28 septembre 2024.

## Biographie
Il est maire de Papara, a été membre de l'Assemblée de la Polynésie française (circonscription des îles du Vent) et du gouvernement de Polynésie française ; il fut député à l'Assemblée nationale pour la 2e circonscription de Polynésie (Est) durant la XIIIe législature, de 2007 à 2012.
En décembre 2009, il fut condamné par la CTC à rembourser la somme de 27,6 millions de francs CFP (conjointement et solidairement avec Gaston Flosse), pour le volet financier d'une affaire d'emplois fictifs.
En octobre 2011, il fut condamné à trois mois de prison avec sursis et trois ans d'interdiction d'exercer une fonction publique pour détournement de fonds publics et prise illégale d'intérêts, ainsi que de rembourser 4 296 000€ solidairement avec 56 autres condamnés dans le volet pénal de cette affaire d'emplois fictifs.

### Associations
- 1995-2000 : secrétaire général du syndicat A tia i mua
- 1999-2000 : président du Conseil économique social et culturel de Polynésie française
- 2000-2001 : président de l'AS Tamarii Papara

### Mandats locaux
- 2001-2014 : Maire de Papara

### Mandats et fonctions à l'APF
- Mai 2001 : élu Conseiller à l'Assemblée de la Polynésie française.* Élu le 23 mai 2004 représentant à l'Assemblée de la Polynésie française (début du mandat : 03.06.04 (arrêté no 27/2004/APF/SG du 03.06.04.)
- Opte pour les fonctions de membre du gouvernement le 02.11.04.
- Proclamé représentant à l'Assemblée de la Polynésie française le 23.02.05 par arrêté 029/2005/APF/SG à la suite de l'option de M. Michel Buillard qui renonce à sa qualité de représentant.

### Gouvernement de Polynésie française
- Mai 2001 : ministre des Transports et de l'Énergie.
- Novembre 2002 : ministre de l'Environnement et des Transports, chargé de la sécurité routière et de la ville.
- 26 octobre 2004 : ministre de l'Environnement, des Transports, chargé de la sécurité routière, à la suite de la motion de censure du gouvernement Temaru votée le 9 octobre 2004.
- 18 février 2005 : vote de la motion de censure du gouvernement Flosse.

### Mandats nationaux
Bruno Sandras est élu député député de la 2e circonscription de Polynésie française le 17 juin 2007, avec 56,96 % des voix.